# Chan Santa Cruz

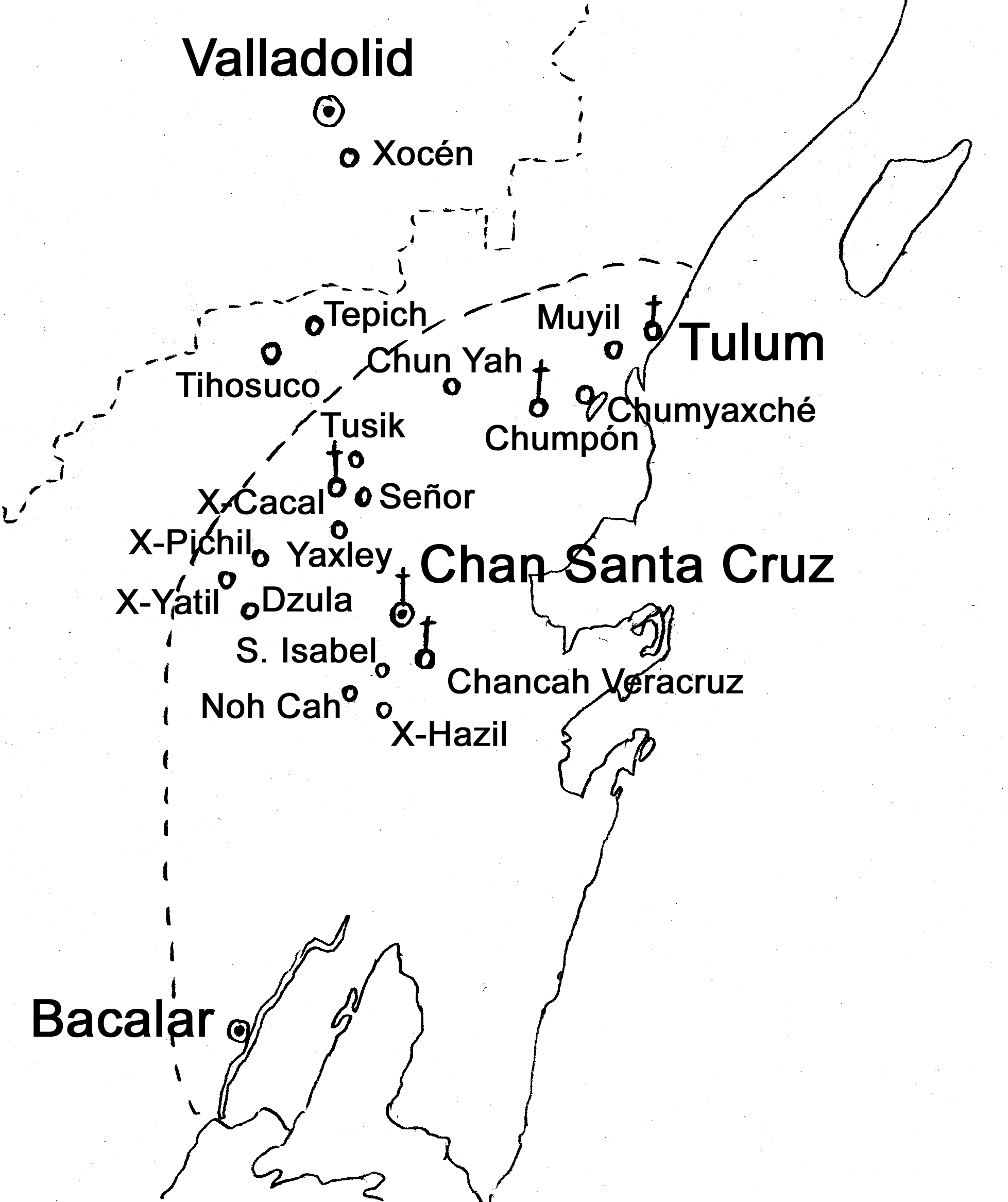
Zone sotto il dominio dei Maya ribelli di Chan Santa Cruz, approssimativamente nel 1870.

Chan Santa Cruz fu il nome originale dell'attuale Felipe Carrillo Puerto, nello stato messicano di Quintana Roo, ed è anche il nome che fu dato allo stato del popolo Maya, de facto indipendente, che fu capoluogo o principale fortino degli indigeni insorti durante la rivolta nota come guerra delle caste. I Maya ribelli erano noti come i Cruzoob.
Uno degli aspetti più notevoli di Chan Santa Cruz fu lo svilupparsi di una nuova religione, nota come il "Culto della Croce parlante", che era un sincretismo del cattolicesimo e delle tradizioni e credenze religiose Maya autoctone. La cosiddetta Cruz Parlante (Croce parlante) era la vera governatrice della società ed esercitava anche il comando militare, per cui si può affermare che quello di Chan Santa Cruz era un regime teocratico.
In mancanza di sacerdoti cattolici che attendessero alle funzioni religiose, il culto era diretto dai cosiddetti maestros cantores o intérpretes de la cruz (Maestri cantori o interpreti della Croce), che parlavano in suo nome e che affermavano di ricevere il loro potere direttamente da Dio.

## Fondazione
Chan Santa Cruz fu fondata intorno al 1850, grazie alla ricerca di un cenote, dovuta alla necessità di acqua potabile per la popolazione e che secondo la tradizione fu trovata seguendo le indicazioni fornite dalla Croce parlante.
Dalla metà del XIX secolo fino al 1893, il Regno Unito riconobbe di fatto Chan Santa Cruz come uno stato indipendente (in modo simile alla Costa dei Mosquito), mantenendo con i Cruzoob un importante interscambio commerciale attraverso la colonia inglese dell'Honduras britannico, oggi Belize, diventando così gli inglesi i principali fornitori di armi per i combattimenti dei Maya. Nel 1893 Messico e Regno Unito firmarono un trattato che identificava definitivamente il confine tra il Belize e il Messico con il Río Hondo e nel contempo gli inglesi s'impegnavano a non fornire più armi ai Cruzoob.

## Guerra delle caste
Durante la rivolta dei Maya, questi cacciarono dalle zone da loro controllate tutti i residenti che non fossero Maya: la principale popolazione della regione, i Bacalar, fu attaccata e gli abitanti che sopravvissero fuggirono a Belize, dove molti rimasero fino alla fondazione di Chetumal.
Il governo messicano di Porfirio Díaz pose fine alla rivolta e in tal modo nella zona controllata da Chan Santa Cruz, e che ufficialmente apparteneva allo stato dello Yucatán, creò il territorio federale di Quintana Roo e diede inizio allo sviluppo e all'occupazione del medesimo e al controllo della frontiera per evitare il traffico di armi, ragion per cui nel 1899 fu fondata la città di Payo Obispo, oggi Chetumal, sull'estuario del Río Hondo, dall'esercito messicano inviato dal generale. 
Il generale messicano Ignacio A. Bravo sconfisse infine, nel 1901, i Cruzoob e occupò Chan Santa Cruz che fu rinominata Santa Cruz de Bravo. I  Cruzoob divennero popolazione di Quintana Roo, oggi stato federale di Quintana Roo.